# Championnat du Soudan de football 2001
Navigation
Saison précédente Saison suivante
La saison 2001 du Championnat du Soudan de football est la trente-septième édition de la première division au Soudan, la Sudan Premier League. Elle regroupe les quatorze meilleures équipes du pays sous forme d'une poule unique toutes les formations se rencontrent deux fois, à domicile et à l'extérieur. En fin de saison, les deux derniers du classement sont relégués et remplacés par les deux meilleurs clubs de deuxième division.
C'est le club d'Al Merreikh Omdurman, tenant du titre, qui remporte à nouveau le championnat cette saison après avoir terminé en tête du classement final, avec six points d'avance sur Al Hilal Omdurman et dix-neuf sur Al Merreikh Port-Soudan. C'est le 15e titre de champion du Soudan de l'histoire du club, qui réussit même le doublé en s'imposant face à Al-Mourada SC en finale de la Coupe du Soudan.

## Les clubs participants
| - Al Hilal Omdurman - Hai al-Arab Port Soudan - Al Ahli Khartoum - Al Ahly Wad Madani - Al Hilal Hasahisa - Promu de D2 - Al Merreikh Port Soudan - Shambat Bahri - Promu de D2 | - Al-Mourada SC - Al Merreikh Omdurman - Al Mirghani Kassala - Al Hilal Port-Soudan - Al Merreikh Abyadh - Khartoum 3 - Al Ittihad Wad Medani |

## Compétition
Le barème de points servant à établir les classements se décompose ainsi :
- Victoire : 3 points
- Match nul : 1 point
- Défaite : 0 point

### Classement
| Rang | Équipe                   | Pts | J  | G  | N  | P  | Bp | Bc | Diff |
| ---- | ------------------------ | --- | -- | -- | -- | -- | -- | -- | ---- |
| 1    | Al Merreikh Omdurman T C | 64  | 26 | 20 | 4  | 2  | 50 | 11 | +39  |
| 2    | Al Hilal Omdurman        | 58  | 26 | 18 | 4  | 4  | 47 | 13 | +34  |
| 3    | Al Merreikh Port-Soudan  | 45  | 26 | 12 | 9  | 5  | 33 | 23 | +10  |
| 4    | Khartoum 3               | 44  | 26 | 12 | 8  | 6  | 32 | 21 | +11  |
| 5    | Al Ahly Wad Madani       | 37  | 26 | 11 | 4  | 11 | 35 | 36 | -1   |
| 6    | Al-Mourada SC            | 35  | 26 | 10 | 5  | 11 | 26 | 28 | -2   |
| 7    | Al Hilal Port-Soudan     | 35  | 26 | 9  | 8  | 9  | 25 | 27 | -2   |
| 8    | Al Ahli Khartoum         | 29  | 26 | 7  | 8  | 11 | 34 | 39 | -5   |
| 9    | Al Mirghani Kassala      | 29  | 26 | 7  | 8  | 11 | 25 | 31 | -6   |
| 10   | Al Hilal Hasahisa P      | 27  | 26 | 7  | 6  | 13 | 27 | 40 | -13  |
| 11   | Shambat Bahri P          | 26  | 26 | 5  | 11 | 10 | 17 | 29 | -12  |
| 12   | Al Ittihad Wad Medani    | 25  | 26 | 5  | 10 | 11 | 17 | 30 | -13  |
| 13   | Hai al-Arab Port Soudan  | 23  | 26 | 5  | 8  | 13 | 17 | 35 | -18  |
| 14   | Al Merreikh Abyadh       | 18  | 26 | 3  | 9  | 14 | 14 | 35 | -21  |

|  | Qualification pour la Ligue des champions de la CAF 2002                |
|  | Qualification pour la Coupe des Coupes 2002                             |
|  | Qualification pour la Coupe de la CAF 2002                              |
|  | Relégation directe en deuxième division                                 |
|  | T : Tenant du titre C : Vainqueur de la Coupe du Soudan P : Promu de D2 |

## Bilan de la saison
| Championnat du Soudan de football 2001                             |                                  |
| Champion                                                           | Al Merreikh Omdurman (15e titre) |
| Coupes et trophées                                                 |                                  |
| Vainqueur de la Coupe du Soudan 2001                               | Al Merreikh Omdurman             |
| Qualifications continentales                                       |                                  |
| Ligue des champions de la CAF 2002                                 | Al Merreikh Omdurman             |
| Coupe des Coupes 2002                                              | Al-Mourada SC                    |
| Coupe de la CAF 2002                                               | Al Hilal Omdurman                |
| Promotions et relégations                                          |                                  |
| Promus en Premier League                                           | Burri Khartoum                   |
| Promus en Premier League                                           | Taka Kassala                     |
| Relégués en Championnat du Soudan de football de deuxième division | Hai al-Arab Port Soudan          |
| Relégués en Championnat du Soudan de football de deuxième division | Al Merrekih Abyadh               |